# Wakan Tanka
Wakan Tanka (prononciation : Wakaŋ Tȟaŋka), qui signifie littéralement « Sacré Grand » en lakota, une des langues des Sioux, est souvent traduit par « Grand Esprit ».  Son sens est proche de « Grand Mystère », étant donné que la spiritualité lakota n'est pas monothéiste. Selon certains, avant la tentative de conversion au christianisme, Wakan Tanka faisait référence à une organisation d'entités sacrées dont les desseins étaient mystérieux, d'où le sens de « Grand Mystère ». Il est compris comme le pouvoir ou le sacré qui réside en tout, rappelant les notions animistes ou panthéistes,,,,,,,,.